# Hanns Rauscher
Johann 'Hanns Rauscher (* 13. Januar 1897 in München; † 1961) war ein deutscher SA-Führer.

## Leben
Nach dem Schulbesuch erlernte Rauscher das Uhrmacherhandwerk. In seiner Jugend nahm er am Ersten Weltkrieg teil, in dem er u. a. das Eiserne Kreuz 2. Klasse erhielt. Anschließend gehörte er dem Freikorps Roßbach an.
1921 wurde Rauscher Mitglied der NSDAP und der SA. In dieser wurde er der 1. Hundertschaft zugeteilt, mit der er im November 1923 am Hitler-Putsch teilnahm.
Während des Verbotes der NSDAP im Jahr 1924 gehörte Rauscher der von Ernst Röhm als Ersatzformation für die SA begründeten Organisation Frontbann an.
Wenige Wochen nach der Neugründung der NSDAP im Frühjahr 1925 wurde Rauscher wieder Mitglied der SA. In dieser übernahm er als Sturmführer die Führung des SA-Sturmes 1 München. Der Partei selbst trat er zum 1. August 1926 wieder bei (Mitgliedsnummer 45.047).
Zusammen mit Edmund Heines, dem Führer des SA-Sturmes 9 wurde Rauscher in den folgenden Jahren zum Hauptvertreter des aktivistischen Kurses innerhalb der Münchener SA, die zu dieser Zeit eine Abkehr von der von Adolf Hitler vertretenen Legalitätsstrategie zugunsten gewaltsamer Maßnahmen gegen die Weimarer Republik forderte. Am 25. Mai 1927 kam es zunächst zu einer Provokation, als Heines und Rauscher nicht zum angeordneten Generalappell der SA erschienen. Mit Verfügung vom 31. Mai 1927 schloss Hitler die beiden SA-Führer aus der NSDAP aus. Zum 1. September 1929 wurden jedoch beide wieder in die NSDAP und die SA aufgenommen. 1930 übernahm Rauscher die Führung der SA-Untergruppe Oberbayern und im Februar 1931 außerdem die Propagandaleitung im Gau München-Oberbayern. In der SA erreichte er in den Folgejahren mindestens den Rang eines Standartenführers.
Im August 1932 war Rauscher in eine Serie von terroristischen Sprengstoffanschlägen verwickelt, die die schlesische SA in Redaktionen linksgerichteter Zeitungen und Parteibüros sowie auf Wohnungen linksgerichteter politischer Funktionäre. Dabei wurde ein SS-Mann getötet, als eine Granate vorzeitig krepierte, die er auf einen sozialdemokratischen Journalisten werfen wollte. Im nachfolgenden Schweidnitzer Sprengstoffprozess, der im November und Dezember 1932 vor dem Sondergericht beim Landgericht Schweidnitz verhandelt wurde, wurde Rauscher zusammen mit Edmund Heines, Hans Hayn und Fritz Staats wegen Begünstigung von drei SA-Männern, die als Täter bzw. Beihilfeleister bei diesen Anschlägen angeklagt waren, angeklagt und zu einer sechsmonatigen Haftstrafe verurteilt, nach der Urteilsverkündung jedoch auf freien Fuß gesetzt.
Zum 1. Dezember 1935 wurde Rauscher durch den Führerbefehl der Obersten SA-Führung Nr. 36 der SA-Brigade 84 mit einem z.b.V.-Rang zugeteilt. Durch den Führerbefehl Nr. 54 vom 30. April 1937 wurde er dann der SA-Brigade 79 überwiesen.
1939 wurde er gemäß Führerbefehl der Obersten SA-Führung Nr. 73 vom 30. März 1939 unter Enthebung von Dienstgrad und Dienststellung erneut aus der SA entlassen.

## Beförderungen
- 1925: SA-Sturmführer
- 1930: SA-Sturmbannführer
- 1. Juli 1932: SA-Standartenführer